# George Phipps, 2. Marquess of Normanby

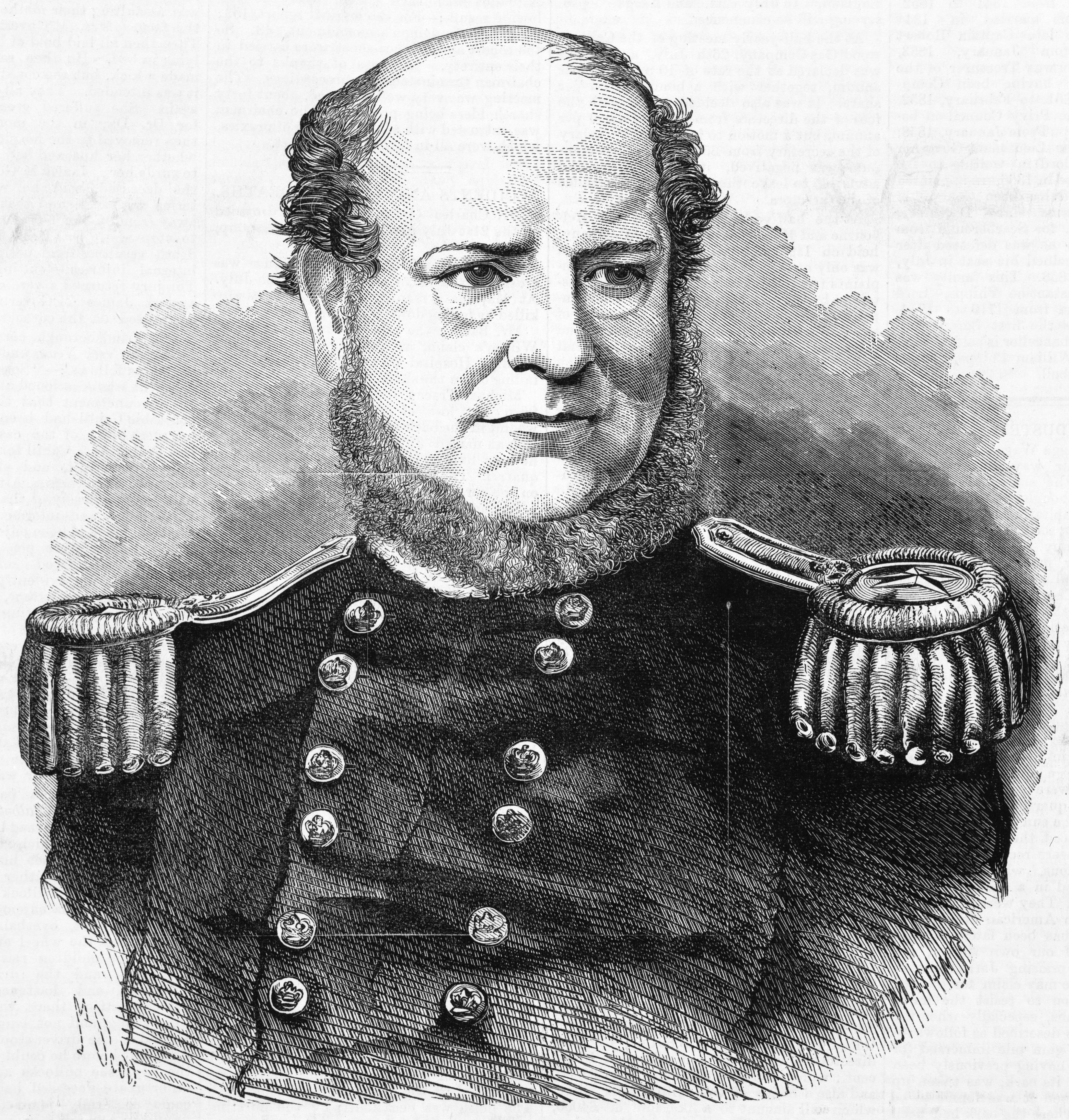
George Phipps, 2. Marquess of Normanby (1871)

George Augustus Constantine Phipps, 2. Marquess of Normanby GCB, GCMG, PC, (* 23. Juli 1819 in London, England; † 3. April 1890 in Brighton, East Sussex) war britischer Politiker und Kolonialgouverneur von Nova Scotia, Queensland, Neuseeland und Victoria.

## Leben

### Herkunft
George Phipps wurde in Portland Place in Central London geboren und wuchs als Einzelkind auf. Sein Vater war Constantine Henry Phipps, 2. Earl of Mulgrave, der am 25. Juni 1838, kurz bevor George Phipps 19 Jahre alt wurde, zum Marquess of Normanby erhoben wurde. Seine Mutter war Maria Lydell, älteste Tochter des Thomas Liddell, 1. Baron Ravensworth. Als Heir apparent seines Vaters führte er ab 1831 den Höflichkeitstitel Viscount Normanby und ab 1831 den Höflichkeitstitel Earl of Mulgrave.

### Militärdienst
Im November 1838 trat er in die British Army ein und erwarb einen Offiziersposten als Ensign und Lieutenant der Scots Fusilier Guards. Im August 1848 wurde er zum Major des North York Regiment of Militia befördert. Er legte diesen Dienstposten im März 1853 nieder.
Im Dezember 1863 wurde er zum Honorary Colonel  des 1st Administrative Battalion of Tower Hamlets Rifle Volunteers ernannt.

### Karriere in Politik und Administration
Im April 1844 wurde er zum Deputy Lieutenant der North Riding of Yorkshire ernannt.
Im September 1847 wurde er als Liberal-Party-Abgeordneter für das Borough Scarborough ins House of Commons gewählt. Er legte sein Mandat im Juli 1851 nieder, als Königin Victoria ihm das Hofamt des Comptroller of the Household verlieh. Im August 1851 wurde er auch ins Privy Council aufgenommen. Er trat im Februar 1852 von seinem Hofamt zurück und wurde im Juli 1852 erneut für Scarborough ins House of Commons gewählt. Er hatte dieses Mandat bis Dezember 1857 inne. Im Januar 1853 verlieh ihm die Königin das Hofamt des Treasurer of the Household, das er bis Februar 1858 innehatte. Er galt als kluger, scharfsinniger Politiker mit exzellenten Verbindungen.

#### Gouverneur von Nova Scotia (1858–1863)
Am 28. Januar 1858 wurde er zum Vizegouverneur (Lieutenant-Governor) der kanadischen Provinz Nova Scotia ernannt. Er trat das Amt am 5. Februar 1858 an. Über die fünf Jahre seiner Amtszeit ist wenig bekannt, nur dass er zwischen 1859 und 1860 eine politische Krise mit einer Parlamentsauflösung in 1859 und einer beantragten Parlamentsauflösung in 1860, die er verweigerte, durchzustehen hatte.
1859 wurde die um 1800 gegründete Siedlung McNair’s Cove ihm zu Ehren in Mulgrave umbenannt.
Am 17. September 1863 gab er das Gouverneursamt auf, nachdem sein Vater im Juli 1863 gestorben war.

#### Zurück in England (1863–1871)
Als sein Vater am 28. Juli 1863 starb, gab er sein Amt des Vizegouverneurs auf und reiste im Herbst des Jahres zurück nach England. Er erbte dessen Adelstitel als 2. Marquess of Normanby und wurde dadurch Mitglied des House of Lords. Im Dezember 1868 verlieh ihm der Premierminister William Ewart Gladstone das Amt eines Lord-in-Waiting.
1868 wurde er Mitglied des provisorischen Komitees des Royal Colonial Institute und später der Vizepräsident dieses Institutes. 1869 berief man ihn als Captain in das Gentlemen at Arms Corps, welchem er bis 1871 angehörte.

#### Gouverneur von Queensland (1871–1874)
Am 11. April 1871 wurde er zum Gouverneur der Kolonie Queensland ernannt. Es wird vermutet, dass er sich um die Position als Gouverneur teilweise aus Interesse, teilweise aber auch aus finanziellen Erwägungen bewarb. Sein Grundbesitz in Yorkshire soll ihm 7.000 £ pro Jahr eingebracht haben. Sein Gouverneurssalär, welches es später in Victoria bekam, lag bei 10.000 £ pro Jahr.
Er bekam in Queensland als Gouverneur positiven Zuspruch und war auch dort als kluger und scharfsinniger Mensch bekannt, dem man vertrauen konnte. Mit Premierminister Arthur Hunter Palmer fand er weitgehende Übereinstimmungen, welche trotz schwindende Mehrheiten nicht zu politischen Krisen führte. Politisch ordnete man ihn mehr dem konservativen Lager zu. Ihm zu Ehren wurden zwei Flüsse in Queensland umbenannt, Normanby River und Mulgrave River.
1874 wurde er zum Knight Commander des Order of St. Michael and St. George geschlagen.
Der Normanby River in Queensland mit seinen Nebenflüssen East Normanby River, West Normanby River und Granite Normanby River sowie die Insel Normanby im heutigen Papua-Neuguinea wurden nach ihm benannt.

#### Gouverneur von Neuseeland (1875–1879)
Seine Amtszeit als Gouverneur von Neuseeland begann am 9. Januar 1875 und bekam eine besondere Prägung durch den Auftritt von George Edward Grey, der selbst zweimal Gouverneur in Neuseeland gewesen war, von 1845 bis 1855 und von 1861 bis 1868. Grey betrat die politische Bühne 1875 als Parlamentarier und Superintendent für die Provinzen und war anschließend von Oktober 1877 an zwei Jahre Premierminister von Neuseeland. Grey, der schon von James Fergusson nicht viel gehalten hatte, bekämpfte Phipps mit allen Mittel und versuchte gegen ihn seinen Constitution Act (Verfassung) durchzusetzen, wogegen dieser Grey ausmanövrierte, wo er nur konnte. Beide verband eine tiefe Abneigung zueinander. Für das Colonial Office in London war Phipps der richtige Mann am richtigen Platz, galt es doch die Unabhängigkeitsbewegung in Neuseeland unter Kontrolle zu halten und die Forderung Greys und auch Robert Stouts, einen Gouverneur zukünftig frei wählen zu können, war ein Affront gegen Phipps, dem Colonial Office und der britischen Krone. Dazu kamen Machtkämpfe um die Auflösung des Parlamentes, welches Grey forderte und Phipps ablehnte und sich schließlich durchsetzte. Phipps wird nicht unglücklich gewesen sein, als sich die Möglichkeit bot, Gouverneur von Victoria zu werden. Er verließ Neuseeland am 21. Februar 1879.
Am 30. Mai 1877 wurde er zum Knight Grand Cross des Order of St Michael and St George erhoben.

#### Gouverneur von Victoria (1879–1884)
Am 24. Februar 1879 wurde er zum Gouverneur der Kolonie Victoria ernannt. Auch in Victoria erwartete ihn eine Regierungskrise, die George Ferguson Bowen ungelöst hinterlassen hatte. Er löste das Parlament 1880 auf, doch auch die Neuwahlen brachten keine zufriedene stabile Regierung zusammen. Nach einer weiteren Auflösung des Parlamentes 1881 überlebt die neu gewählte Regierung zwei Jahre, bis Phipps 1883 wieder einer Auflösung zustimmen musste.
Abseits aller politischen Wirren war eines der herausragenden Ereignisse während seiner Amtszeit die Melbourne International Exhibition of 1880.
1885 wurde er zum Knight Grand Cross des Order of the Bath geschlagen.

## Ehe und Nachkommen
Während seiner Zeit beim Militär lernte er seine Frau Laura Russell (1816–1885), Tochter des Robert Russell, Captain der Royal Navy, kennen. Sie heirateten am 17. August 1844 in Yorkshire. Aus der Ehe gingen drei Töchter und vier Söhne hervor:
- Rev. Constantine Charles Henry Phipps, 3. Marquess of Normanby (1846–1932);
- Lord William Brook Phipps (1847–1880), Offizier bei der Royal Navy, ⚭ 1875 Constance Emma Keyser;
- Lord Henry George Russell Phipps (1851–1905) ⚭ 1878 Norma Caroline Georgina Hay;
- Lord Hervey Lepell Phipps (1854–1887);
- Lady Laura Elizabeth Phipps († 1934) ⚭ 1868 John Vivian Hampton;
- Lady Katherine Louisa Phipps (1850–1926) ⚭ 1868 Francis Egerton, 3. Earl of Ellesmere;
- Lady Constance Mary Phipps († 1883).

Seine Frau starb 1885 nach der Rückkehr von Australien nach England. Er selbst starb nach langer Krankheit am 3. April 1890 in Brighton und wurde an der St. Oswald’s Church in Lythe, nahe Whitby, North Yorkshire beerdigt. Seine Adelstitel erbte sein ältester Sohn.